# ستيفان يوركوف
ستيفان يوركوف (بالبلغارية: Стефан Юруков)‏ هو لاعب كرة قدم بلغاري في مركز الهجوم، ولد في 16 يونيو 1972 في صوفيا في بلغاريا. شارك مع منتخب بلغاريا لكرة القدم. أما مع النوادي، فقد لعب مع غازي عنتاب سبور ونادي تشيرنو مور فارنا ونادي سبارتاك فارنا ونادي ليتكس لوفتش.

## وصلات خارجية
- ستيفان يوركوف على موقع اتحاد تركيا (لاعب) (الإنجليزية)
- ستيفان يوركوف على موقع قاعدة بيانات كرة القدم.إي يو (الإنجليزية)